# Zohar Zemiro
Zohar Zemiro (en hebreo: זוהר זימרו‎; n. en Etiopía, 25 de julio de 1977) es un atleta israelí, corredor de maratón, que representó a Israel en los Juegos Olímpicos de 2012.

## Carrera
En abril de 2011 corrió la Maratón de Ámsterdam en un tiempo de 2:14:28, llegando en el 10º lugar. De este modo se clasificó para representar a Israel en los Juegos Olímpicos de 2012. tras la carrera declaró: "Es el momento más feliz de mi vida." Su tiempo fue de 7 segundos menor que el récord nacional de Israel en el maratón, establecido por Ayale Setegne.